# スケアリーストーリーズ 怖い本
『スケアリーストーリーズ 怖い本』（スケアリーストーリーズ こわいほん、Scary Stories to Tell in the Dark）は2019年のアメリカ合衆国・カナダのホラー映画。監督はアンドレ・ウーヴレダル、主演はゾーイ・マーガレット・コレッティが務めた。本作はアルヴィン・シュワルツが1981年から1991年にかけて発表した児童文学『誰かが墓地からやってくる』と『死んだ男の手首』 シリーズを原作としている。

## ストーリー
1968年10月31日、ペンシルベニア州ミル・ヴァレー。ステラ、オーギー、チャックの3人はいじめっ子のトミー・ミルナーに悪戯を仕掛け、そのまま逃げ出した。その際、浮浪者のレイモンが3人を手助けした。その後、レイモンを含む4人は幽霊屋敷として有名な邸宅を探検することにした。その屋敷は町の創設に尽力したベロウズ家が所有していたものだった。屋敷内に入った4人は隠し部屋を見つけ、その中で怪談が多数記された本を発見した。その本の持ち主、サラ・ベローズは一族の集合写真から排除された曰く付きの人物であった。ほどなくして、4人を追ってきたトミーが屋敷に辿り着き、トミーが連れてきたチャックの姉と4人を隠し部屋の中に閉じ込めてしまった。不思議なことに、トミーが屋敷を離れた後、謎の力で扉が開いた。不審に思った5人だったが、取り敢えず屋敷を後にすることにした。
帰宅したステラは屋敷から持ってきた本に「ハロルド」と題された章が新たに書き加わったのを見て仰天した。その章の主人公はトミーであった。その頃、トミーはトウモロコシ農場でハロルドという名前が付いたかかしに追いかけ回され、正体不明の怪物にピッチフォークで刺されてしまった。不安に思ったステラはレイモンと一緒にトミーを探しに行き、農場でトミーの服を着たかかしを発見した。そのかかしにはトミーのものと思われる毛髪が付着していた。ステラはトミーがかかしになったと主張したが、レイモンはその主張に懐疑的であった。レイモンは「この一件が警察に知られたなら、最初に容疑者として疑われるのは俺だろう」と怯えていた。
その日の夜、ステラの本に「大きな足指」と題された章が新たに書き加わった。その章の主人公はオーギーであり、シチューの中に入っている人間の足指を食べてしまったオーギーがその足指の持ち主だった死体に追い回されるというストーリーであった。2人はオーギーに警告しようとしたが、時既に遅く、オーギーは死体から逃げ回っていた。オーギーは必死になって逃げたが、結局は死体に捕まってしまい、そのまま行方知れずとなった。「次は自分の番かもしれない」と思った2人はチャックと姉を呼び出し本の話をしたがチャックの姉は信じず高校のミュージカルに出演する為に行ってしまう。残された3人で本を破壊しようとしたが、どうやっても本は破壊できなかった。そこで、3人は騒動を収束させる方法を探るべく、サラ・ベロウズの過去を調べ上げることにした。しかし、そこでまた本に新しい章が書き加えられてしまう。それはチャックの姉の話であった。3人は何とか姉を救い出しサラの過去に迫っていくが次々と本に新しい章が書き加えられてしまう。

## キャスト
※括弧内は日本語吹替
- ステラ・ニコルズ：ゾーイ・マーガレット・コレッティ（朝井彩加）
- ラモン・モラレス：マイケル・カーザ（鈴木達央）
- オーガスト・ヒルデブラント（オーギー）：ガブリエル・ラッシュ（村井雄治）
- チャック・スタインバーグ：オースティン・ザユル（沢城千春）
- ルース・スタインバーグ：ナタリー・ガンツホーン（杉山里穂）
- トミー・ミルナー：オースティン・エイブラムス（丹羽正人）
- ロイ・ニコルズ：ディーン・ノリス（谷内健）
- ターナー - ギル・ベローズ（森宮隆）：警察署長
- ルイーズ：ロレイン・トゥーサント
- ミセス・ヒルデブラント：マリー・ウォード
- クレア：カレン・グレイヴ

### 怪物
- 死体：ハビエル・ボテット
- ジャングリー・マン：トロイ・ジェームズ
  - ジャングリー・マンの声：アンドリュー・ジャクソン
- かかしのハロルド/青白い顔の女性：マーク・スティガー

### ベロウズ家
- サラ・ベロウズ：キャスリーン・ポラード（竹村知美）
- イフラム・ベロウズ博士：ウィル・カール
  - イフラム・ベロウズ博士の声：エリアス・エドラキ
- デラニー・ベロウズ：ジェーン・モファット
- ガートルード・ベロウズ：アマンダ・スミス
- ハロルド・ベロウズ：ブランドン・ノックス

## 日本語版制作スタッフ
- 翻訳：高師たまみ
- 演出：高橋剛
- 録音スタジオ：ブルーマウンテンスタジオ

## 製作
2013年12月3日、CBSフィルムズがアルヴィン・シュワルツの『だれかが墓地からやってくる』シリーズの映画化権を獲得したと報じられた。2016年1月14日、ギレルモ・デル・トロが本作の映画化に着手しており、自ら監督を務めることも検討しているとの報道があった。2月24日、ダン・ヘイグマンとケヴィン・ヘイグマンが脚本のリライト作業に当たることになった。2017年12月7日、アンドレ・ウーヴレダルが本作の監督を務めることになったと報じられた。2018年4月27日、デル・トロも脚本のリライト作業に当たると発表された。
なお、本作がアンソロジーの形態を取らず、1つのストーリーだけで構成される長編映画として製作されたのは、デル・トロの意向によるものである。

### キャスティング・撮影
2018年8月、ゾーイ・コレッティ、マイケル・ガーザ、オースティン・エイブラムズがキャスト入りした。9月、ディーン・ノリス、ギル・ベローズ、ロレイン・トゥーサント、ハビエル・ボテットの出演が決まった。
本作の主要撮影は2018年8月27日にカナダのオンタリオ州で始まり、同年11月1日に終了した。

## マーケティング・興行収入
2019年2月1日、第53回スーパーボウルの放送中に本作の劇中映像がCMとして流れた。3月28日、本作のティーザー・トレイラーが公開された。6月3日、本作のオフィシャル・トレイラーが公開された。
本作は『エンツォ レーサーになりたかった犬とある家族の物語』、『Brian Banks』、『劇場版 ドーラといっしょに大冒険』、『ザ・キッチン』と同じ週に封切られ、公開初週末に1600万ドル前後を稼ぎ出すと予想されていたが、実際の数字はそれを上回るものとなった。2019年8月9日、本作は全米3135館で公開され、公開初週末に2091万ドルを稼ぎ出し、週末興行収入ランキング初登場2位となっている。

## 評価
本作は批評家から好意的に評価されている。映画批評集積サイトのRotten Tomatoesには125件のレビューがあり、批評家支持率は81%、平均点は10点満点で6.51点となっている。サイト側による批評家の見解の要約は「インスピレーションを受けたベストセラーシリーズ同様、『スケアリーストーリーズ 怖い本』はホラー映画好きの子供を恐怖へと誘う邪悪な扉を開けた。」となっている。また、Metacriticには28件のレビューがあり、加重平均値は62/100となっている。なお、本作のCinemaScoreはCとなっている。

## 関連書
- 『ギレルモ・デル・トロ、アンドレ・ウーヴレダルの世界 スケアリーストーリーズ 怖い本』（仮）（2020年2月21日、DU BOOKS、ISBN 978-4866471167）

本作のビジュアル・ノベライズ。限定2,000部で発売。